# Chociaż
Chociaż (biał. Хацяж; ros. Хотяж) – wieś na Białorusi, w obwodzie brzeskim, w rejonie lachowickim, w sielsowiecie Honczary.

## Historia
W XIX w. zaścianek.
W dwudziestoleciu międzywojennym leżał w Polsce, w województwie nowogródzkim, w powiecie baranowickim, w gminie Niedźwiedzica. W 1921 miejscowość liczyła 172 mieszkańców, zamieszkałych w 27 budynkach, w tym 160 Białorusinów i 12 Polaków. 163 mieszkańców było wyznania prawosławnego i 9 rzymskokatolickiego.
Po II wojnie światowej w granicach Związku Sowieckiego. Od 1991 w niepodległej Białorusi.